# Cas pathologique
Ne doit pas être confondu avec Pathologie.

La fonction de Weierstrass est une fonction continue nulle part dérivable.

En mathématiques, un objet pathologique est un objet qui s'oppose à l'intuition que l'on a de la situation générale.

Par exemple, la fonction de Weierstrass, qui est une fonction continue nulle part dérivable, peut être considérée comme pathologique car elle s'oppose à l'intuition que l'on a des fonctions continues. Ainsi, Henri Poincaré écrit à leur sujet : 

« La logique parfois engendre des monstres. On vit surgir toute une foule de fonctions bizarres qui semblaient s'efforcer de ressembler aussi peu que possible aux honnêtes fonctions qui servent à quelque chose. Plus de continuité, ou bien de la continuité, mais pas de dérivées […] Autrefois, quand on inventait une fonction nouvelle, c'était en vue de quelque but pratique ; aujourd'hui, on les invente tout exprès pour mettre en défaut les raisonnements de nos pères, et on n'en tirera jamais que cela. »

## Sources
1. ↑  In Science et méthode, p. 132.